# Río Madre de Dios
El río Madre de Dios pertenece a la cuenca del Amazonas, y que atraviesa los países de Perú y Bolivia. Es afluente del río Beni. Tiene una longitud aproximada de 1150 km y es un río trinacional, ya que discurre por la parte suroriental de Perú (655 km por el departamento de Madre de Dios) y noroccidental de Bolivia. Drena una cuenca de más de 100 000 km², y finaliza su recorrido por Brasil, donde desemboca hasta llegar al gran Amazonas. 
Se encuentra en una zona muy húmeda de la Amazonía subandina, la Amazonía peruana, lo que explica su alto caudal. Permite una óptima navegabilidad , se puede viajar sin dificultades desde Puerto Maldonado hasta su confluencia con el río Beni.
Entre las muchas actividades, que se desarrollan en sus riberas, destacan las plantaciones de mango y la minería de oro, además de la tala selectiva de finas maderas y la agricultura, que provocan serios problemas ambientales. A lo largo del río se han establecido varios parques y reservas nacionales. En el Perú se hallan el parque nacional del Manu (también declarado como reserva de biosfera), el parque nacional del Bahuaja-Sonene y la reserva nacional del Tambopata; mientras que en Bolivia está la reserva nacional de vida silvestre amazónica Manuripi.

## Geografía

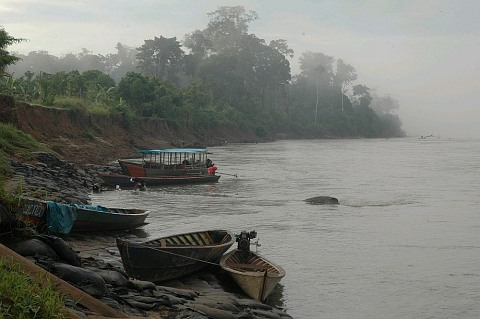
El río en la boca del Manú.

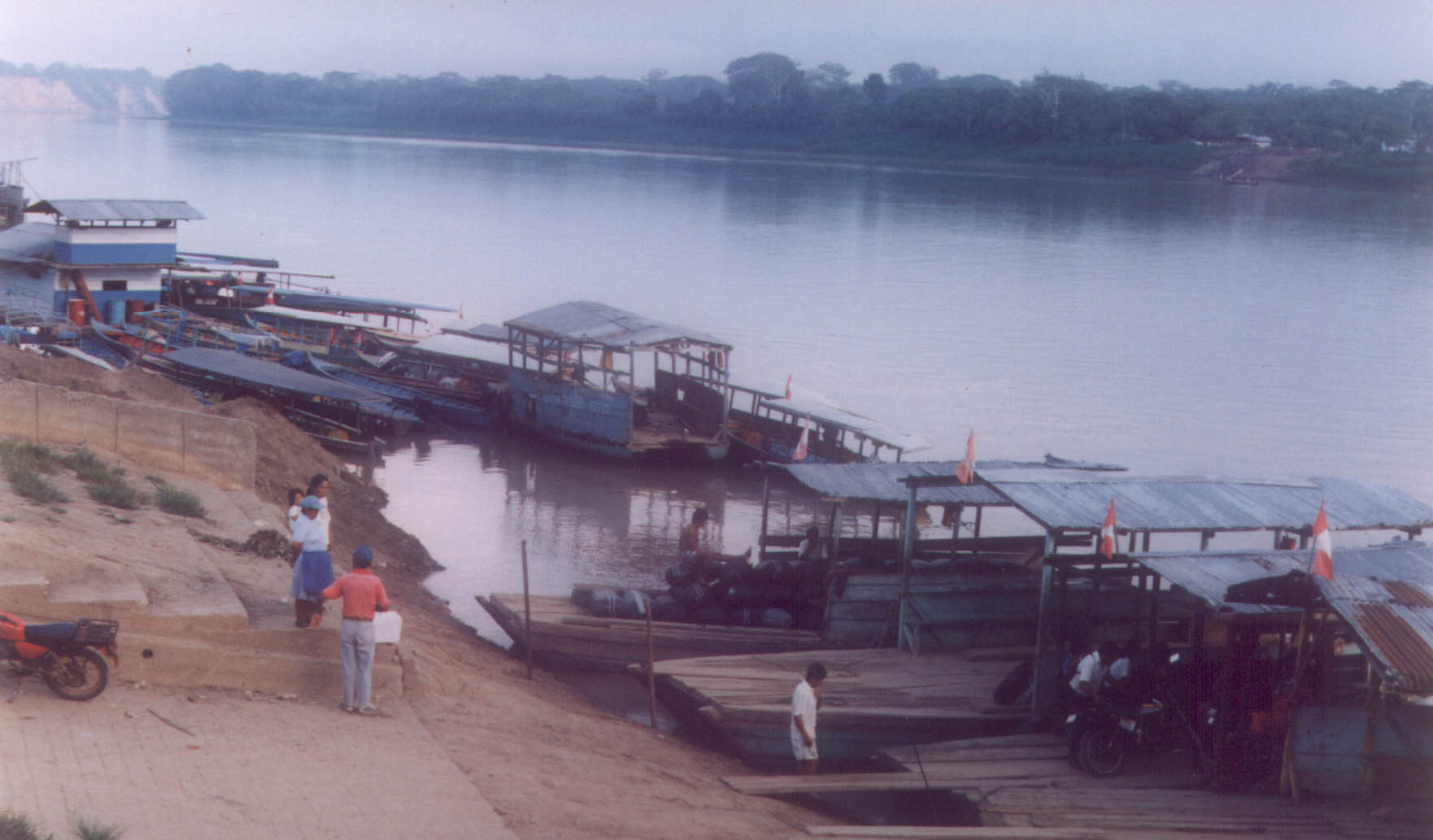
El atracadero del ferry en Puerto Maldonado.

Panorama de Puerto Maldonado.

El río Madre de Dios nace en las estribaciones orientales de la cordillera de Vilcanota, parte de la cordillera Oriental de los Andes peruanos, al noreste de Cuzco. El río, conocido en este primer tramo como Alto Madre de Dios, discurre hacia el norte, bordeando la zona protegida como parque nacional del Manú (establecido en 1973 con un área de 15.328 km²). Tras dejar atrás la cordillera, llega a la zona de selva alta, donde está la localidad de Pilcopata. Sigue un corto tramo hacia el norte y luego describe una curva en dirección oeste, donde recibe por la derecha al río Manu (356 km), en la localidad homónima de Manú o Boca Manu. El río es ya un típico río de llanura, describiendo muchos meandros, con algunas islas arenosas en su curso.
Continúa en dirección oeste, pasando por Puerto Tahuantínsuyo, donde recibe por la derecha al río Azul. Luego recibe, también por la derecha, al río Colorado y llega a continuación a Madre de Dios, donde recibe por la izquierda al río de Los Amigos. Sigue hasta llegar a Inambari, donde recibe por la derecha al río Inambari (390 km), un largo río que también desciende de las estribaciones orientales de los Andes peruanos y que atraviesa el parque nacional Bahuaja Sonene y en el que hay en estudio la realización de un ambiciosos proyecto hidroeléctrico. Continua el río en dirección oeste y tras pasar por la pequeña localidad de Pastora, llega a Las Piedras, donde recibe por la margen izquierda al río de Las Piedras (640 km), su principal afluente. Llega inmediatamente a la ciudad de Puerto Maldonado (a 183 m s. n. m.), la capital del departamento de Madre de Dios y de la provincia de Tambopata, que es uno de los principales núcleos comerciales de la Amazonia y que lleva el título oficial de Capital de la Biodiversidad del Perú. La ciudad, que dispone de aeropuerto, contaba con unos 40.000 hab. en el año 2005. En Puerto Maldonado recibe por la margen derecha al río Tambopata (350 km). 
A partir de ese punto pasa a ser conocido como Bajo Madre de Dios, y tras pasar por las pequeñas localidades de Colombia y San Francisco, abandona Perú por Puerto Pando. Entra en Bolivia llegando enseguida a la ciudad de Puerto Heath, donde recibe al homónimo río Heath (217 km) por la margen derecha, un río que en todo su discurrir marca la frontera boliviano-peruana. Aquí el río vira en dirección SO-NE, una dirección que mantendrá en el tramo de 483 km que le restan hasta desembocar en el río Beni.

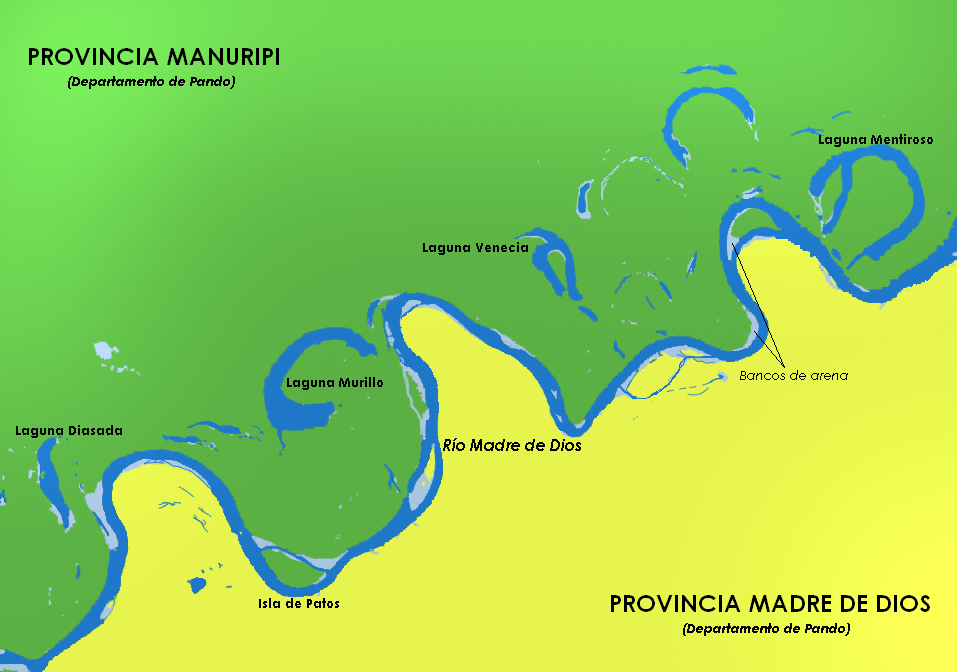
Mapa que muestra las lagunas en herradura que ocupan los antiguos meandros abandonados.

Sigue el río en territorio boliviano, siendo el límite natural entre los departamentos de La Paz, al sur, y Pando, al norte, para luego confluir en el río Beni, en el límite del departamento de Pando con el departamento del Beni. El río pasa por algunas pequeñas localidades, como Puerto Pérez (549 hab. en 2001), Chivé, Santa Rosa, Candelaria, Constitución, Villa-Mar, Nazahuasama, Chaco e Independencia. El río deja de ser límite departamental y se adentra en el departamento de Pando, continuando por pequeñas localidades, como Palmira, Carmen, Frontera, San Miguel, Vargas, Florencia y Sena, donde recibe por la margen derecha al río Sena. Continua el río pasando por las pequeñas aldeas de Conquista, Chorillo, Purgatorio, Loreto, San Miguelito y Agua Dulce, en un tramo en que los antiguos meandros han ido formando pequeñas lagunas en herradura, siendo las más importantes la laguna Murillo (de 11 km de largo y una superficie 7,6 km²), la laguna Mentiroso (de 15 km de largo y una superficie 6,9 km²) y la laguna Diasada (de 5,5 km de largo y una superficie 4,5 km²)
Finalmente desemboca en el río Beni, frente a la ciudad de Riberalta  (a 134 m s. n. m.), que contaba con 64.511 habitantes en 2001 y dispone de aeropuerto. Luego el Beni se une a su vez con el río Mamoré en Villa Bella para formar el río Madeira.
Infortunadamente, el río presenta graves afectaciones tanto en la cobertura boscosa de su cuenca como en la calidad del agua, debido a la presencia de mienría ilegal y los consecuentes vertidos químicos utilizados en este proceso.

## Afluentes
El Madre de Dios tiene muchos afluentes, siendo los más importantes los siguientes:
- río Manú: un afluente peruano de la margen izquierda en el curso alto, con una longitud total de 356 km. Nace en el parque nacional del Manú y desemboca en el Madre de Dios cerca de la ciudad homónima de Manú. Tiene dos importantes afluentes, el río Providencia y el Piriquina;
- río Inambari: un afluente peruano de la margen derecha, con una longitud total de 390 km. Pasa por la ciudad de Belem y desemboca en el Madre de Dios cerca de la ciudad homónima de Inambari;
- río de Las Piedras, un afluente peruano de la margen izquierda, con una longitud total de 640 km. Pasa por la ciudad homónima de Las Piedras y desemboca en el Madre de Dios en Puerto Maldonado (unos 40.000 habitantes), capital del departamento de Madre de Dios y de la provincia de Tambopata. Su principal afluente es el río Pariamanu;
- río Tambopata: un afluente peruano de la margen la derecha, con una longitud total de 350 km. Pasa por la ciudad de San Rafael y desemboca en el Madre de Dios también en Puerto Maldonado, frente al río de Las Piedras. Sus principales afluentes son los ríos Mosohuaico y Carama;
- río Heath: un afluente por la derecha, que forma frontera internacional entre Perú y Bolivia, con una longitud total de 217 km;
- río Sena: un afluente boliviano de la margen derecha en el curso bajo, que desemboca cerca de la ciudad homónima de Sena. Su principal afluente es el río Manurimi.

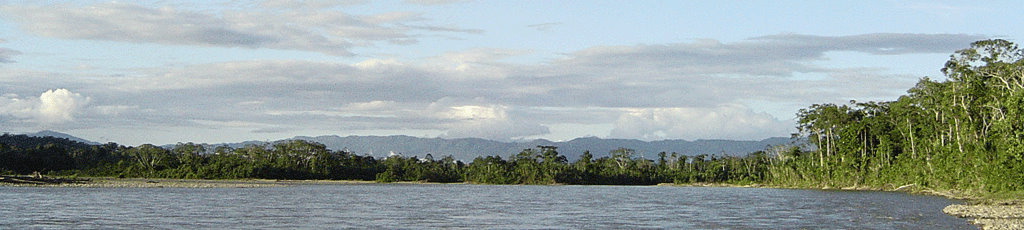
El río Alto Madre de Dios visto desde la Reserva Fundo Mascoitania.

- río Manupare: afluente boliviano.